# Europska prvenstva u rukometu na pijesku
Europska prvenstva u rukometu na pijesku održavaju se od 2000. godine. Turnir također služi kao kvalifikacijski za SP.
| Godina | Domaćin    | Zlato       | Srebro     | Bronca      |
| ------ | ---------- | ----------- | ---------- | ----------- |
| 2017.  | Hrvatska   | Španjolska  | Rusija     | Hrvatska    |
| 2015.  | Španjolska | Hrvatska    | Španjolska | Ukrajina    |
| 2013.  | Danska     | Hrvatska    | Rusija     | Danska      |
| 2011.  | Hrvatska   | Hrvatska    | Rusija     | Španjolska  |
| 2009.  | Norveška   | Hrvatska    | Rusija     | Mađarska    |
| 2007.  | Italija    | Rusija      | Hrvatska   | Mađarska    |
| 2006.  | Njemačka   | Španjolska  | Mađarska   | Turska      |
| 2004.  | Turska     | Rusija      | Njemačka   | Turska      |
| 2002.  | Španjolska | Španjolska  | Rusija     | Bjelorusija |
| 2000.  | Italija    | Bjelorusija | Španjolska | Ukrajina    |